# Karchowice

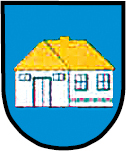
Nieoficjalny herb wsi Karchowice

Karchowice (niem. Karchowitz) – wieś sołecka w Polsce położona w województwie śląskim, w powiecie tarnogórskim, w gminie Zbrosławice.
Integralną częścią Karchowic jest Wygiełzów.

## Nazwa
W 1295 w kronice łacińskiej Liber fundationis episcopatus Vratislaviensis (pol."Księdze uposażeń biskupstwa wrocławskiego") miejscowość wymieniona jest jako Karchowitz polonico. W okresie hitlerowskiego reżimu w latach 1936-1945 miejscowość nosiła nazwę Gutenquell.

## Zabytki
W Karchowicach znajduje się Zabytkowa Stacja Wodociągowa Zawada, która znajduje się na Szlaku Zabytków Techniki Województwa Śląskiego.